# Tepexpan
Tepexpan est une ville située dans l’État de Mexico. On y a découvert un site archéologique abritant notamment la "Femme de Tepexpan".